# Forsyth Barr Stadium
O Forsyth Barr Stadium é um estádio na cidade de Dunedin, Nova Zelândia, foi inaugurado em agosto 2011 com capacidade para 30.748 pessoas, hospeda principalmente jogos de rugby e futebol, o estádio foi construído como um substituto ao antigo Carisbrook, foi uma das sedes da Copa do Mundo de Rugby de 2011. O estádio é o único do mundo totalmente coberto com teto fixo e com grama natural. Recebeu também as partidas da fase inicial da Copa do Mundo de Futebol Feminino de 2023.